# India en los Juegos Paralímpicos de Pekín 2008
India estuvo representada en los Juegos Paralímpicos de Pekín 2008 por cinco deportistas masculinos. El equipo paralímpico indio no obtuvo ninguna medalla en estos Juegos.